# Benjamin Christensen
Richard Benjamin Christensen (født 28. september 1879 i Viborg, død 2. april 1959 i København) var en dansk skuespiller, filminstruktør og manuskriptforfatter.
Han er især kendt for sine stumfilm, hvortil han både skrev drejebogen, spillede hovedrollen og instruerede.
Han var operasanger, men da han mistede stemmen, fandt han over i stumfilmen.

## Filmografi
- Vingeskudt (1913)
- Lille Klaus og store Klaus (1913)
- Det hemmelighedsfulde X (1914)
- Manden uden Ansigt (1915)
- Hævnens nat (1916)
- Heksen (1922)
- Mikaël (film) (1924)
- Cirkusdjævlen (1926)
- Skilsmissens børn (1939)
- Barnet (1940)
- Gå med mig hjem (1941)
- Damen med de lyse handsker (1941)